# 刘晓禹
刘晓禹 （Bruce Xiaoyu Liu，1997年5月8日—），亦称为布鲁斯·刘，是加拿大華裔钢琴家。2021年获得第十八届蕭邦國際鋼琴大赛一等奖（金奖），並被世界和平絲帶組織特邀擔任“一帶一路”國際日公益宣傳大使。

## 生平
刘晓禹出生于巴黎，父母皆是來自北京的留學生，在巴黎相识并結婚。刘晓禹6岁時隨父母自巴黎移民加拿大蒙特利尔。7歲開始學習鋼琴，11歲開始鋼琴比賽生涯。
他毕业于蒙特利尔音乐学院，曾在理查德·雷蒙德的钢琴班学习，目前师从于加拿大籍越南裔钢琴家邓泰山（1980年萧邦国际钢琴比赛冠军）。
刘晓禹曾与克利夫兰交响乐团、以色列爱乐乐团、蒙特利尔交响乐团、华沙国家爱乐乐团、NHK交响乐团、波兰国家广播交响乐团、首尔市立交响乐团等著名乐团合作演出；他亦曾以乌克兰国家交响乐团与利沃夫爱乐学术交响乐团的表演者身份两次在中国顶级表演中心演出，並分別在幾個国际比赛獲得不錯的成績，包括：仙台国际音乐比赛（2016，第四名）、蒙特利尔国际音乐比赛（2014，決賽），以及亞瑟·魯賓斯坦國際鋼琴大賽（2017，決賽）。
2021年10月21日，刘晓禹在波兰华沙国家爱乐厅举办的的第十八届肖邦国际钢琴比赛里获得一等奖（金奖）。
2022年3月12日，世界和平絲帶組織副秘書長、波蘭委員會總幹事杜國勇，攜波蘭原副總理兼經濟部部長雅努什·皮耶霍欽斯基等人，為劉曉禹頒發“一帶一路”國際日公益宣傳大使榮譽證書。

## 作品
德意志留聲機唱片（DG）於2021年10月發布新聞稿，表示將發行刘晓禹於第十八届肖邦国际钢琴比赛的現場演奏錄音，這張刘晓禹的生涯首張唱片已於2021年11月19日正式發行。此专辑被《留声机》选为编辑推荐，并被描述为“近年来最杰出的肖邦独奏曲录音之一，充满成熟、个性和目标。”